# Laura Maack
Laura Maack (* 16. April 1987 in Lübeck) ist eine deutsche Laiendarstellerin.

## Leben
Bekannt wurde Laura 2014 durch ihre Rolle als Paula Habich in der RTL-II-Serie Berlin – Tag & Nacht. Im August 2023 schied sie mit Folge 3008 aus der Serie aus.

## Filmografie
- 2014–2023: Berlin – Tag & Nacht als Paula Habich